# Trichosilia impingens
Trichosilia impingens är en fjärilsart som beskrevs av Dyar 1920. Trichosilia impingens ingår i släktet Trichosilia och familjen nattflyn. Inga underarter finns listade i Catalogue of Life.